# Samo šampioni
Chansons représentant la Bulgarie au Concours Eurovision de la chanson
Love Unlimited
(2012) If Love Was a Crime
(2016)
Samo šampioni est la chanson représentant la Bulgarie au Concours Eurovision de la chanson 2013. Elle est interprétée par Elitsa Todorova et Stoyan Yankoulov.
Samo šampioni est d'abord présentée lors de la deuxième demi-finale. Elle est la septième de la soirée, suivant Tomorrow interprétée par Gianluca Bezzina pour Malte et précédant Ég á líf interprétée par Eyþór Ingi Gunnlaugsson pour l'Islande.
À la fin des votes, elle obtient 45 points et finit à la 12e place sur dix-sept participants. Elle ne fait pas partie des dix chansons qui ont le plus de points et peuvent se présenter en finale.
Après ce nouvel échec le pays se retira du concours.